# Racines chrétiennes de la France
L'expression racines chrétiennes de la France est une formule utilisée pour valoriser l'histoire du christianisme en France présentée comme d'importance particulière d'un point de vue culturel ou politique. Le thème s'est développé de manière spécifique à partir des années 1980 avec une évolution de la place du religieux et des usages politiques identitaires particulièrement dans une opposition à l'islam.

## Contexte historique et politique

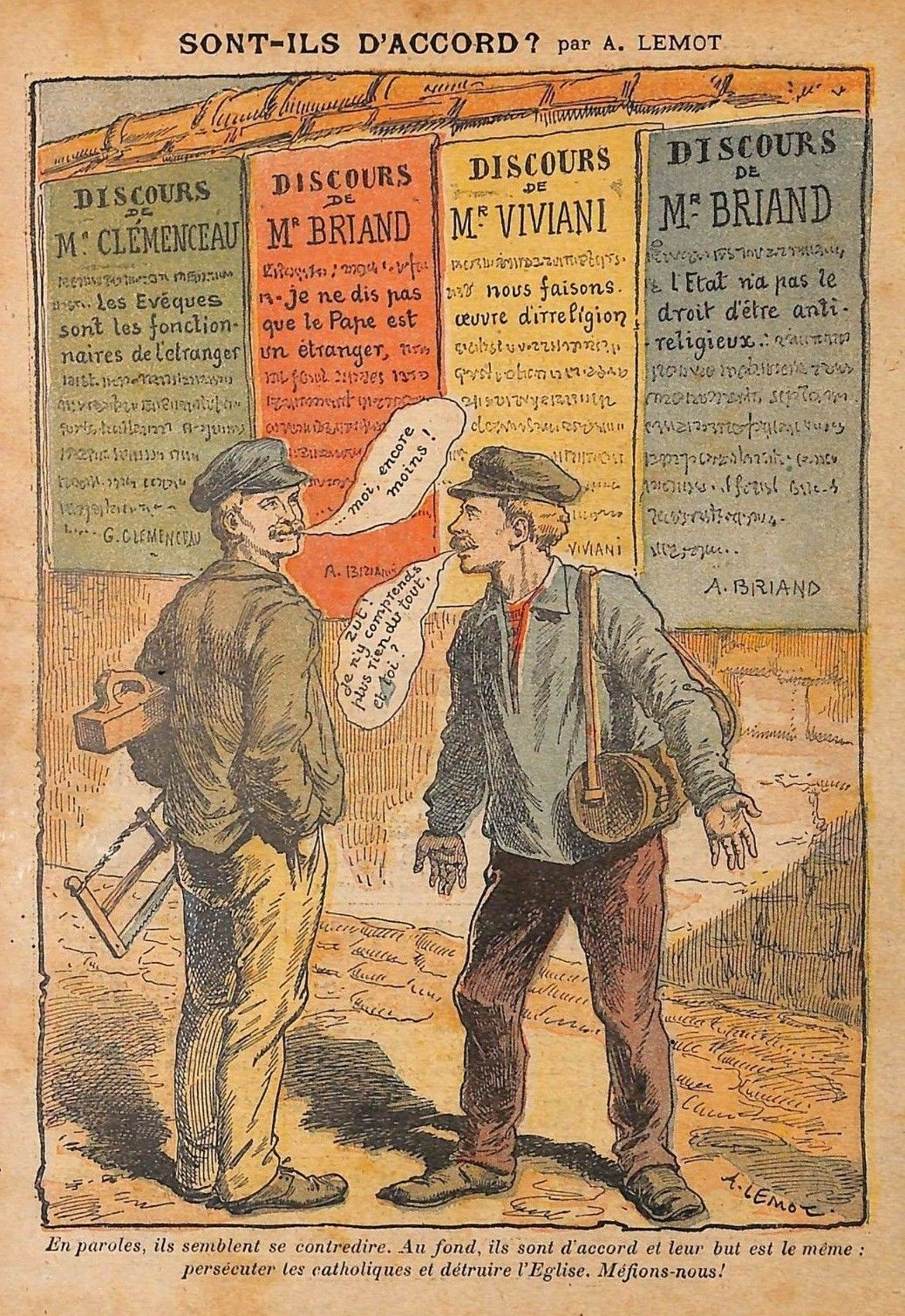
Sont-ils d'accord ?, caricature d'Achille Lemot publiée en 1906 dans le journal catholique Le Pèlerin attaquant les défenseurs de la séparation des Églises et de l'État.

La question du rapport politique de la France au christianisme concerne d'abord la confession catholique dont l'Église a été dominante. Elle s'inscrit à la fois dans l'histoire du christianisme en France et dans l'histoire de la laïcité avec la constitution de la IIIe République séparant les Églises de l'État.
L'héritage chrétien s'intègre alors dans un roman national laïc abandonnant l'histoire sacrée et mettant en scène les figures chrétiennes en les distinguant de l'Église catholique qui reste en conflit avec la République. Dans la lignée des Lumières, il s'agit de se dissocier de tout appel à une transcendance et de poser la Révolution française comme élément fondateur.
Du côté des catholiques, la résistance se fait notamment de deux manières : par l'affirmation de la nécessité de conserver un pan spirituel porté par la religion, ou l'affirmation d'une identité ethnoculturelle catholique jusqu'au nationalisme intégral de Charles Maurras. Cette seconde tendance se retrouve avec le régime de Vichy, ce qui induit par la suite un certain discrédit des revendications chrétiennes et leur effacement dans une société portée vers l'avenir par le développement économique des Trente Glorieuses.
C'est après-guerre, avec les IVe et Ve République que la laïcité est inscrite comme composante constitutionnelle de la France.
Pour Philippe Portier et Jean-Paul Willaime, les crises économiques induisent cependant une défiance envers la modernité et un certain retour du religieux à partir des années 1980, où s'inscrivent les nouvelles références aux « racines chrétiennes ».

## Christianisme culturel et moral
Dès le début des années 1980, un développement politique du thème est lié à Jean-Paul II qui tient un discours sur des racines chrétiennes en Europe en opposition au bloc soviétique et son athéisme d'État,,. Il y fait référence en France, ainsi que ses successeurs Benoit XVI et François, lequel devra prendre en compte les évolutions politiques du sujet, se défiant d'usages exclusifs,,,.
Le thème se retrouve un temps repris de manière informelle après le traité de Maastricht par Jacques Delors cherchant à donner « une âme à l'Europe » et  instaurant un dialogue entre les églises et l'Union européenne.
Ce type de reconnaissance culturelle, spirituelle ou morale, se retrouve en France lorsque par exemple Pierre Joxe, ministre de l'Intérieur chargé des cultes, déclare en 1990 que la laïcité n'implique pas l'indifférence et que « Le gouvernement tient à ce que les autorités spirituelles et morales que sont les responsables religieux de ce pays fassent entendre leurs voix sur les problèmes de notre temps et contribuent au rayonnement de notre pays en maintenant vivantes les valeurs qui ont fait la France », ce qui se traduit notamment dans l'implication de responsables religieux dans le Comité national consultatif d’éthique.
Sous l'impulsion du Vatican, le sujet européen est dans le même temps mobilisé de manière pleinement politique par les partis démocrates-chrétiens au Parlement européen jusqu'à la demande d'une inscription de l'héritage chrétien comme fondateur de l'Europe dans le projet de traité établissant une Constitution européenne au début des années 2000.
En France, la droite se divise sur le sujet avec des soutiens politiques et intellectuels à cette mention (François Fillon, Édouard Balladur, Denis Tillinac) et des oppositions, particulièrement celle de Jacques Chirac défendant le caractère laïque des institutions et qui bloquera cette référence dans le projet.
La référence chrétienne se déploie ainsi dans un mélange de rapport patrimonial et moral comme lorsque Emmanuel Macron déclare en 2017 : « Les racines chrétiennes de la France marquent encore nos paysages et imprègnent encore une large part de notre morale commune »,.

## Politique identitaire et relation à l'Islam
À côté de l'optique européenne, le référendum français sur le traité de Maastricht provoque une division à droite donnant l'occasion à Philippe de Villiers d'activer le thème d'une manière souverainiste, anti-européenne, avec un national-catholicisme dans la lignée de l'Action française. En revendiquant une identité catholique de la France, il va plus loin sur le sujet que le Front national qui a pu être qualifié de « national-populisme » ne faisant alors qu'un usage réduit du christianisme.
Dans les années 1990, la visibilité de l'Islam devient un sujet notamment autour de la question du voile islamique dans les écoles en France tandis que le thème du « choc des civilisations » se diffuse dans le monde occidental dans un contexte de terrorisme et de guerre contre des mouvements islamistes. Cela conduit à des rapprochements  dans les discours à droite notamment lors du débat sur les négociations pour la candidature de la Turquie à l'entrée dans l'Union Européenne mobilisant les thèmes de différences culturelles trop différentes.
En 2007, sous l'impulsion de Patrick Buisson, Nicolas Sarkozy se détache des positions de Jacques Chirac et reprend de manière édulcorée celles de De Villiers. Une fois élu, il traite du sujet devant Benoît XVI, considérant que « La laïcité n'a pas le pouvoir de couper la France de ses racines chrétiennes [...] Arracher la racine, c'est perdre la signification, c'est affaiblir le ciment de l'identité nationale [...] nous devons tenir ensemble les deux bouts de la chaîne : assumer les racines chrétiennes de la France, et même les valoriser, tout en défendant la laïcité, enfin parvenue à maturité. ».
En parallèle à des mesures concernant au premier chef l’Islam comme la loi interdisant la dissimulation du visage dans l'espace public en 2010, des autorités publiques n’hésitent pas à faire référence aux « racines chrétiennes de la France », et à mettre en avant des symboles de la tradition comme les crèches de la nativité.
Après les attentats islamistes de 2015, le thème prend de l'ampleur. Le ministre de l'Intérieur Bernard Cazeneuve accorde que, au regard de l'histoire, « les racines chrétiennes de la France sont incontestables » mais met en garde contre l'idée d'en faire « un motif d'exclusion de ceux qui ne sont pas chrétiens ».
Avec notamment l'assassinat du prêtre Jacques Hamel et l'attentat de la basilique Notre-Dame de Nice, les catholiques y deviennent plus sensibles. Il est porté par des écrits polémiques notamment d'Éric Zemmour ou Renaud Camus accompagnant  le développement de nouveaux médias tels que le magazine catholique et conservateur L'Incorrect ou, d'après Blandine Chelini-Pont, le groupe de presse et audiovisuel de Vincent Bolloré ne cachant pas ses convictions catholiques.
Politiquement, une ligne se déploie cherchant la convergence entre les catégories populaires et la bourgeoisie catholique conservatrice. Bruno Roger-Petit considérait en 2015 que Nicolas Sarkozy avait fait le choix de société « Manif pour tous », ressuscitant une sorte de « populisme chrétien » en favorisant Laurent Wauquiez qui s'était notamment exprimé pour que la France « assume ses racines chrétiennes ». Cette ligne « chrétienne-populiste » serait notamment portée par Marion Maréchal qui trouve à l'international des relais avec La Ligue de Matteo Salvini, des conservateurs chrétiens américains comme Mike Pence ou Victor Orban en Hongrie.
Au niveau parlementaire, ces courants ont donné lieu à des propositions de loi demandant en 2016 « de prévoir la référence aux racines et à l'histoire chrétiennes dans la Constitution », idée soutenue aussi en 2017 par Nadine Morano  et reprise en 2021 dans une proposition de loi « visant à inscrire la laïcité dans la devise républicaine et à reconnaître les racines judéo-chrétiennes de la France dans notre Constitution » portée ensuite par Éric Ciotti lors des primaires des présidentielles.
La mobilisation de la laïcité en parallèle des « racines chrétiennes » se retrouve chez  Marine Le Pen qui oriente le discours d'extrême droite du Rassemblement national vers cette ressource pour « lutter contre le fondamentalisme islamiste »,.
Quant à l'affirmation « judéo-chrétienne », elle se retrouve selon le politologue Toby Greene chez des membres de droites radicales mettant de côté l'antisémitisme historique pour associer les Juifs à leur combat avec un changement de regard sur Israël présenté comme ligne de front de l'Europe contre l'islam radical,,
Pour Yann Raison du Cleuziou, le catholicisme est « nationalisé », instrumentalisé pour définir une frontière politique excluant symboliquement les musulmans et disqualifiant leurs demandes, ce qui expliquerait que l’apologie des « racines chrétiennes » n’ait pas de lien nécessaire avec les réseaux catholiques.

## Critiques du point de vue historique et politique

### Définition légale
La France telle que définie par le premier article de la Constitution est une entité politique sans rapport particulier au christianisme. République laïque, « Elle assure l'égalité devant la loi de tous les citoyens sans distinction [...] de religion ».
L'affirmation d'un privilège chrétien mettrait en question les fondements constitutionnels reprenant le compromis laïque de la loi de séparation des Églises et de l'État. Une affirmation culturelle trop appuyée renverrait d'autre part à une conception « ethnique » de la nation différente de la nation civique associée à la Constitution.[réf. souhaitée]

### Histoire et société plurielle
Le privilège donné au christianisme voire au catholicisme dans certains usages a été critiqué aussi bien par des historiens que par une autorité religieuse comme le pape François considérant qu'« il faut parler de racines au pluriel car il y en a tant ».
Le pluralisme socio-culturel de la France contemporaine se manifeste historiquement par les apports païens de l'antiquité, de la culture arabo-musulmane et judaïque du Moyen-âge, d'une Modernité philosophique athée, voire anticléricale etc. Il est aussi lié à l'héritage colonial avec des territoires d'outre-mer christianisés seulement lors de la conquête ou ne l'étant pas, comme à Mayotte où la justice coutumière musulmane fut abrogée en 2011, ainsi que par les liens particuliers à une francophonie aux religions diverses.[réf. souhaitée]
Enfin, la perte d'influence des Églises en la France depuis les années 1960 a pu faire parler de société « postchrétienne ».

### Oppositions politiques
Divers acteurs de la vie politique ont pu manifester leur opposition au thème.
Le principe de laïcité est notamment une des motivations du refus de Jacques Chirac de soutenir  les mentions de racines chrétiennes de l'Europe.
En 2016, Pierre Moscovici en réponse à une question sur l’élection de Sadiq Khan, nouveau maire de Londres de confession musulmane considère que « Même s’il est vrai que sur notre continent il y a une majorité de population de religion ou de culture chrétiennes, l’Europe n’est pas chrétienne. Je ne crois pas aux racines chrétiennes de l’Europe – ou alors on peut parler de racines, mais je crois que l’Europe est unie et diverse. »
Jean-Luc Mélenchon déclare en 2018 : « Si nous rejetons tout d’abord la référence aux racines chrétiennes, ce n’est pas parce qu’elles sont chrétiennes [...] Ce qui ne va pas, chers collègues, c’est le caractère exclusif que vous donnez à ces racines. [...] Nos racines sont donc le produit non seulement du christianisme, mais également de beaucoup d’autres choses. Nous avons ainsi une dette immense envers les Arabes, que ce soit en physique, en chimie, en mathématiques ou en philosophie. [...] La volonté républicaine est d’en finir avec la référence exclusive à une philosophie ou à une image qui essentialiserait les Français : la nation française ne sera jamais une nation ethnique ni religieuse.
J’achève en disant que Lamennais, qui était bon catholique, disait qu’il était favorable à la loi de 1905 parce qu’il ne voulait pas que la religion catholique soit la religion officielle. Souvenez-vous en : si vous voulez être de bons Français, revenez aux racines de la laïcité ! ».

## Symboles et références historiques
Certains symboles du passé chrétien et événements historiques sont particulièrement utilisés dans le cadre des discours sur les racines chrétiennes.

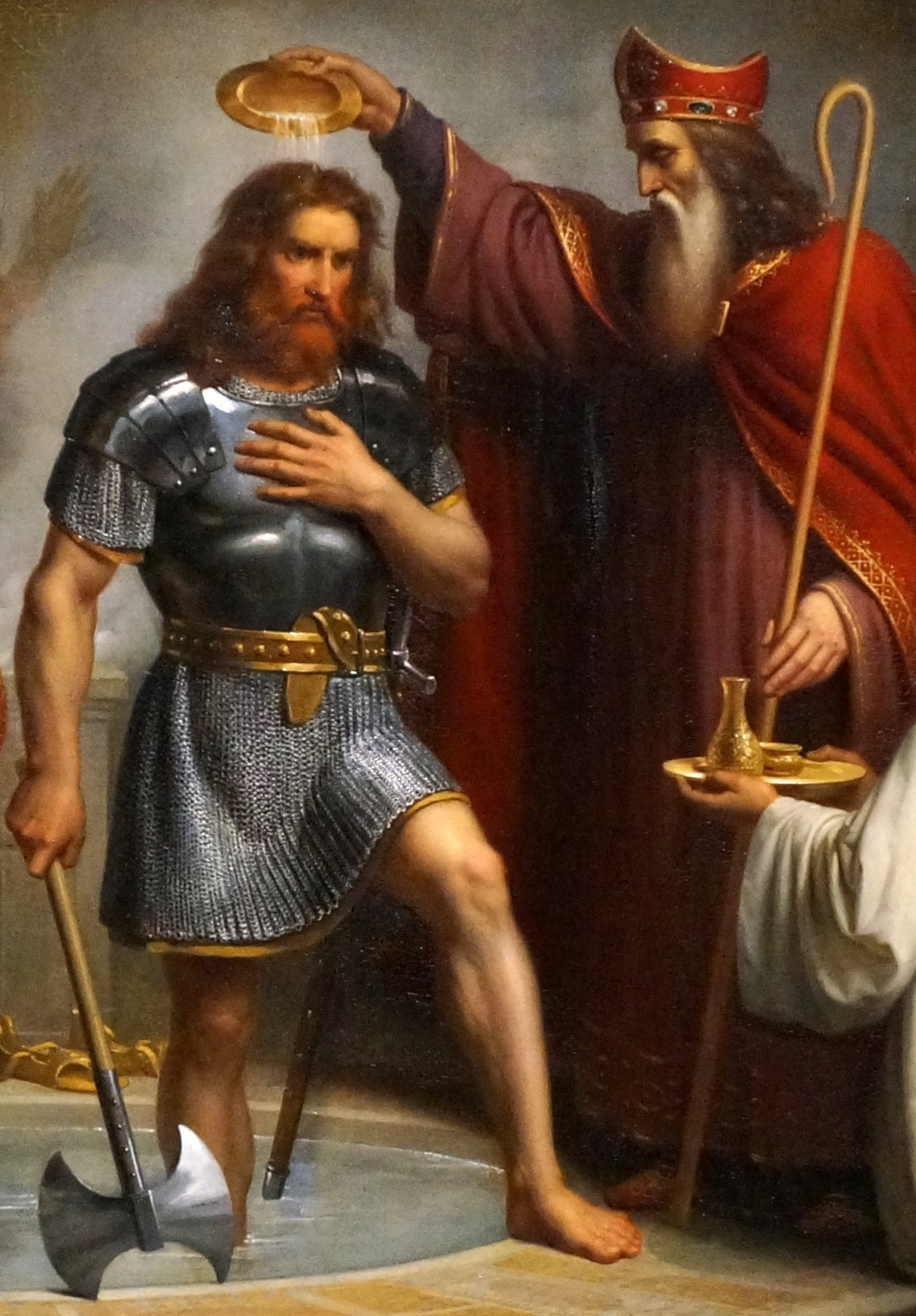
Tableau du XIXe siècle illustrant le baptême de Clovis, évènement mis en valeur par un roman national repris par le discours sur les racines chrétiennes de la France[37].
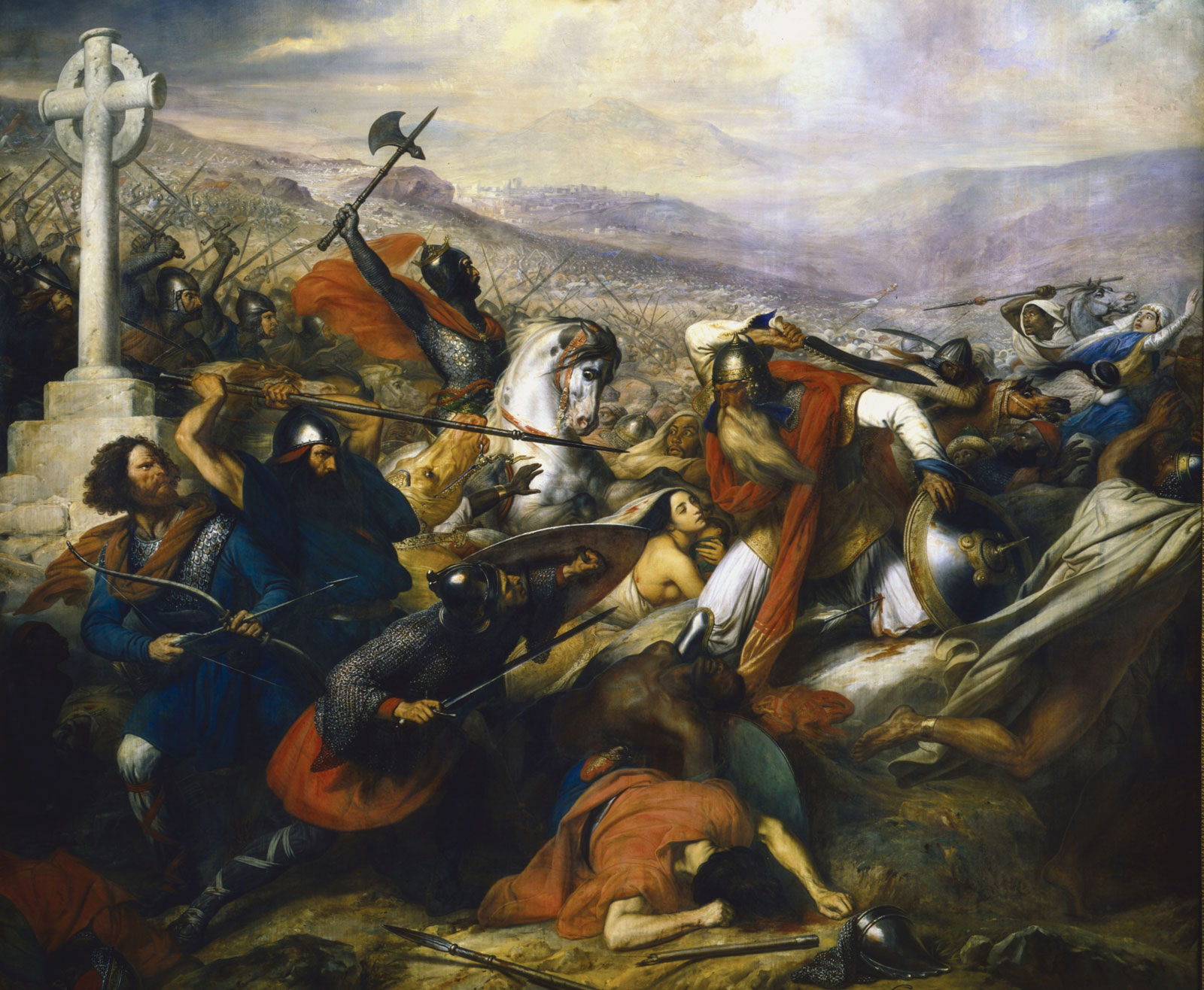
Tableau du XIXe siècle illustrant la bataille de Poitiers (732), symbole d'une opposition entre Occident et Islam mis en valeur par des discours identitaires sur les racines chrétiennes[38].
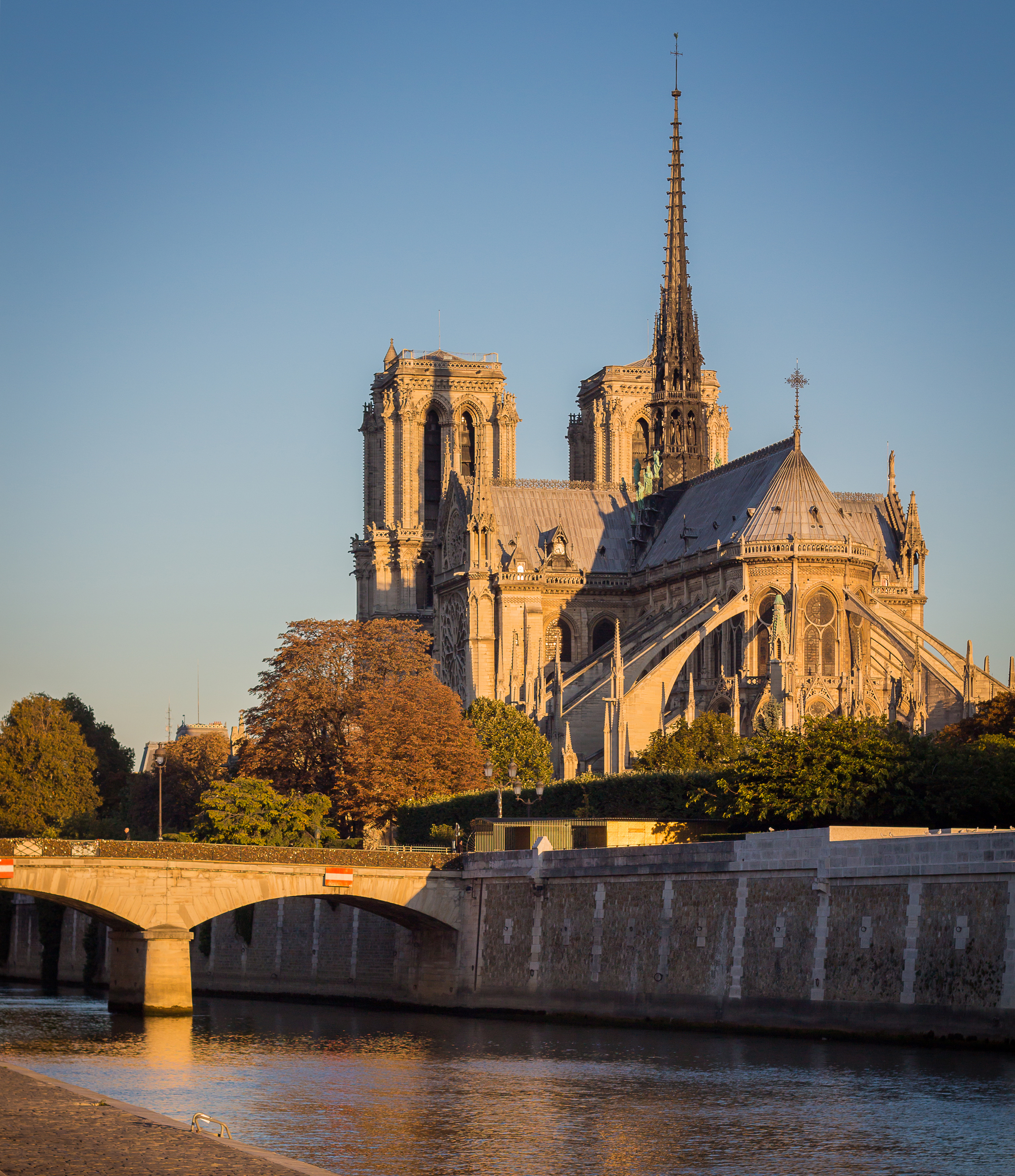
La cathédrale Notre-Dame de Paris, parfois mentionnée comme illustrant les racines chrétiennes de la France